# Francisco Castillo Nájera
Francisco Castillo Nájera, né le 25 novembre 1886 à Durango et mort le 20 décembre 1954 à Mexico, est un diplomate et homme politique mexicain. Il est président de l'Assemblée générale de la Société des Nations entre 1934 et 1935.

## Biographie
Il est ambassadeur du Mexique au Japon, en Chine, aux Pays-Bas, en France, en Autriche, aux États-Unis et enfin secrétaire des Affaires étrangères du Mexique entre 1945 et 1946. Il est aussi le représentant permanent mexicain auprès des Nations unies.

## Source
- (en) Cet article est partiellement ou en totalité issu de l’article de Wikipédia en anglais intitulé « Francisco Castillo Nájera » (voir la liste des auteurs).